# Calamotropha stachi
Calamotropha stachi là một loài bướm đêm trong họ Crambidae.